# 鲍勃·威尔斯
詹姆斯·罗伯特·威尔斯（英語：James Robert Wills，1905年3月6日—1975年5月13日），美国歌手、作曲家，西部摇摆乐先驱之一。其乐迷称其为“西部摇摆乐之王”。